# Bunkai
Bunkai (分解) é o estudo das aplicações práticas de um kata, onde literalmente significa: "análise" ou "decomposição". Nas competições do Karate moderno, existe categoria na qual os atletas competem com a exibição de aplicações práticas dos katas, individualmente ou em equipa.

## Níveis
Subjaz nos treinos de Karate uma ideia de que os golpes, de ataque e defesa, têm múltiplas aplicações e significados. De fato, tradicionalmente, dos tempos em que o karate era uma arte marcial transmitida apenas a um seleto círculo de alunos em locais afastados/ocultos, quando ao ensinar sem autorização poderia resultar em morte. Mesmo dentro dos poucos alunos havia um ou outro que se destacava por mérito, tornando-se o principal aprendiz interno (uchi deshi), e somente este recebia do mestre o conhecimento sobre as técnicas ocultas (okuden (奥伝)), além do significado aparente/habitual (omote (表, hyō, plano)).
Da mesma forma, quando se trata do aprendizado de um kata, este é aprendido em fases:
1. Os movimentos puros e simples;
2. Seus significados, com aplicações práticas conforme uma situação de enfrentamento real;[5]
3. Nível kihon ao kakushi.

### Kihon bunkai
As aplicações básicas são mostradas em kihon bunkai (基本分解), traduzida como aplicação técnica, no nível mais superficial de omote. Muitas vezes os termos são usado como sinônimos, posto que precisamente indiquem conceitos diversos. As aplicações básicas são aquelas explicações dadas de forma a mostrar os sentidos e finalidades mais básicas das técnicas que compõem um kata, de modo que até um inexperiente aluno possa perceber em quais circunstâncias um movimento pode ser efetivado.

### Dento bunkai
Um nível mais avançado é dento bunkai(伝統分解), traduzida como aplicação técnica tradicional, atingido conforme o aluno avança no estudo da arte marcial. Como outro nível se lhe é designado, naturalmente se espera maior desenvoltura. A partir deste estágio, são ensinadas as aplicações tradicionais.

### Henka bunkai
Num passo a mais, no henka bunkai (変化分解), traduzido como aplicação variante, aprende-se que cada movimento tem muitas possibilidades.

### Oyo bunkai
No nível de oyo bunkai (応用分解, ōyō bunkai) é desenvolvida a adaptabilidade do carateca, ou seja, são as transmitidas as aplicações pragmáticas dum kata ajustadas ao próprio carateca. As variações são, de certa forma, livres.Como o caratê é uma arte marcial fluida, isto é, que não procura estabelecer padrões rígidos em suas técnicas, todo e qualquer movimento pode ser de ataque ou defesa, da mesma forma um kata pode ser aplicado.

### Kakushi bunkai
Somente se ensinam as técnicas misteriosas/ocultas, kakushi bunkai (隠し分解), àqueles que reúnam as condições pessoais de promoverem o caratê de forma digna, sem desvirtuar sua filosofia e o conceito de evolução pessoal e não-agressão. Segundo as correntes tradicionais, somente o digno tem o direito de aprender todos os sentidos das técnicas, dos katas.